# カズオ・オータニ
カズオ・オータニ（Kazuo Otani、漢字：大谷 一雄、1918年6月2日 - 1944年7月15日）は、アメリカの軍人。日系アメリカ人。第二次世界大戦の折、アメリカ陸軍第442連隊戦闘団に二等軍曹として従軍し、後に名誉勲章受章者となった。

## 経歴
軍に入隊するまでは、アリゾナ州のヒラリバー強制収容所に収容されていた。
1944年7月15日に、第442連隊戦闘団の二等軍曹の階級にあったオータニは、イタリアのピエーヴェ・ディ・サンタ・ルーチェ近郊で、自身の小隊が敵の機関銃と狙撃兵によって身動きが取れなくなっていた。1人の狙撃兵を殺害した後、オータニは小隊へ指示を出し、敵の砲火を自身へ仕向けさせ、何名かの仲間を避難場所へ着かせる隙を作った。そこから彼は攻撃に晒された場所で倒れた仲間の位置にまで這って進み、手当てを始めたが、その途中で敵の砲火によって戦死した。
これらの行為によって、当初は殊勲十字章が授与されていたが、1990年代になって全てのアジア系アメリカ人の殊勲十字章受賞歴を再調査したところ、名誉勲章に格上げされることとなった。2000年6月21日にホワイトハウスで執り行われた式典において、ビル・クリントン大統領からオータニの遺族に名誉勲章が贈呈された。
現在は、カリフォルニア州フレズノにあるVeterans Liberty Cemeteryに埋葬されている。

## 名誉勲章
オータニが受賞した名誉勲章には下記のように記されている。
カズオ・オータニ二等軍曹は1944年7月15日、イタリアのピエーヴェ・ディ・サンタ・ルーチェ近郊における作戦中の際立って英雄的な行動によって、その名を残すこととなった。オータニ二等軍曹の小隊は、敵の機関銃と狙撃兵の陣地からの集中した砲火によって、小麦畑から身動きが取れなくなっていた。自身の小隊が直面している危険を認識し、オータニ二等軍曹は自身の避難場所を去ったうえで発砲し、小隊に対して致命的な危害を及ぼしていた狙撃兵を殺害した。機関銃による掃射が絶え間無く続き、オータニ二等軍曹は、広々とした小麦畑を横切り、崖の下部の方へ駆けていき、部下に崖の避難場所に這って進むよう命じた。小隊の動きが敵の激しい砲火を招いた際、彼は崖に沿って部隊の左側面へ駆け、敵の砲火を浴びた。敵の注意を惹くことによって、彼は崖に最も近い仲間を避難場所に着かせることに成功した。想定し得る敵の反撃に抵抗する部下達を編成して、オータニ二等軍曹は再び広々とした野原を横切り、敵の砲火を引き寄せている間、立ち往生する仲間に指示を叫んだ。小隊の位置の後部に着き、彼は前進し始めた部下の為に、浅い溝に部分的な避難場所を作り、指向援護射撃を行った。この所で、彼の部下の1人が重傷を負った。部下に隠れ続けることを命じ、オータニ二等軍曹は、敵から丸見えの広々とした場所に倒れていた負傷兵の場所にまで這って進んだ。浅い溝に負傷した兵士を引き寄せ、オータニ二等軍曹は応急処置を始めたが、機関銃の砲火によって致命傷を負った。オータニ二等軍曹の類まれな英雄的行為と任務への忠誠は、軍隊の最も崇高な伝統を維持し、また、彼本人やその部隊、ひいてはアメリカ陸軍への大きな信頼をもたらすものであった。